# Schottische Fußballnationalmannschaft/Europameisterschaften
Der Artikel beinhaltet eine ausführliche Darstellung der schottischen Fußballnationalmannschaft bei Europameisterschaften. Schottland qualifizierte sich erstmals für die EM 1992 und dann nochmals vier Jahre später. Danach scheiterte Schottland bis 2020 immer wieder in der Qualifikation. Im November 2020 konnten sie sich dann über die Playoffs als letzte Mannschaft für die 2021 stattgefundene Endrunde qualifizieren.

## Übersicht
Schottland erreichte bisher viermal die Endrunde, davon einmal bei acht, einmal bei 16 und zweimal bei 24 Teilnehmern.
| Jahr | Gastgeberland           | Teilnahme bis …    | Letzte(r) Gegner              | Ergebnis | Trainer       | Bemerkungen und Besonderheiten |
| ---- | ----------------------- | ------------------ | ----------------------------- | -------- | ------------- | --- |
| 1960 | Frankreich              | nicht teilgenommen |                               |          |               | |
| 1964 | Spanien                 | nicht teilgenommen |                               |          |               | |
| 1968 | Italien                 | nicht qualifiziert |                               |          |               | In der Qualifikation, die gleichzeitig als British Home Championship ausgetragen wurde, am späteren Dritten England gescheitert. |
| 1972 | Belgien                 | nicht qualifiziert |                               |          |               | Im Qualifikation am späteren Dritten Belgien gescheitert. |
| 1976 | Jugoslawien             | nicht qualifiziert |                               |          |               | In der Qualifikation an Spanien gescheitert, das aber die Endrunde auch nicht erreichte. |
| 1980 | Italien                 | nicht qualifiziert |                               |          |               | In der Qualifikation erneut am späteren Vizeeuropameister Belgien gescheitert. |
| 1984 | Frankreich              | nicht qualifiziert |                               |          |               | In der Qualifikation wieder an Vizeeuropameister Belgien gescheitert. |
| 1988 | BR Deutschland          | nicht qualifiziert |                               |          |               | In der Qualifikation an Irland gescheitert. |
| 1992 | Schweden                | Vorrunde           | Deutschland, GUS, Niederlande | 5.       | Andy Roxburgh | Nach Niederlagen gegen Titelverteidiger Niederlande und Weltmeister Deutschland sowie einem Sieg gegen die GUS als Gruppendritter ausgeschieden. |
| 1996 | England                 | Vorrunde           | England, Niederlande, Schweiz | 12.      | Craig Brown   | Nach einem Sieg gegen die Schweiz, einem Remis gegen die Niederlande und einer Niederlage gegen Gastgeber England als Gruppendritter ausgeschieden |
| 2000 | Niederlande und Belgien | nicht qualifiziert |                               |          |               | In den Relegationsspielen an England gescheitert. |
| 2004 | Portugal                | nicht qualifiziert |                               |          |               | In den Relegationsspielen an den Niederlanden gescheitert. |
| 2008 | Österreich und Schweiz  | nicht qualifiziert |                               |          |               | In der Qualifikation an den Finalisten der Fußball-Weltmeisterschaft 2006 Frankreich und Italien gescheitert. |
| 2012 | Polen und Ukraine       | nicht qualifiziert |                               |          |               | In der Qualifikation an Titelverteidiger und Weltmeister Spanien sowie Tschechien gescheitert. |
| 2016 | Frankreich              | nicht qualifiziert |                               |          |               | In der Qualifikation traf Schottland auf Deutschland, Irland, Polen, Georgien und Gibraltar. Durch ein 2:2 am vorletzten Spieltag gegen Polen verpasste Schottland die Qualifikation, da Irland gleichzeitig gegen Deutschland gewann.                                                 |
| 2021 | Europa                  | Vorrunde           | Tschechien, England, Kroatien | 22.      | Steve Clarke  | Schottland stellte mit dem Hampden Park eine Spielstätte für drei Gruppenspiele und ein Achtel- oder Viertelfinalspiel, musste sich aber wie alle anderen UEFA-Mitglieder für die EM qualifizieren. Dies gelang über die Play-offs durch einen Sieg im Elfmeterschießen gegen Serbien. |
| 2024 | Deutschland             | Vorrunde           | Deutschland, Schweiz, Ungarn  | 24.      | Steve Clarke  | Gegner in der Qualifikation waren Zypern, Spanien, Norwegen und Georgien. |

## Endrunden mit vier Teilnehmern

### EM 1960 und 1964
Für die Fußball-Europameisterschaften 1960 und 1964, die noch als „Europapokal der Nationen“ ausgetragen wurde, hatte die SFA ihre Nationalmannschaft nicht gemeldet.

### EM 1968
1968 wollte dann auch Schottland erstmals teilnehmen und musste sich in der British Home Championship, die gleichzeitig als EM-Qualifikation diente, mit den drei anderen britischen Mannschaften auseinandersetzen. Das Spiel gegen Wales am 22. Oktober 1966 in Cardiff war dann gleichzeitig das erste EM-Qualifikationsspiel der von Malky MacDonald trainierten Schotten, für die Denis Law das erste EM-Qualifikationstor erzielte. Mit dem Remis hatten die Schotten schon quasi die Qualifikation verpasst, denn am Ende hatten sie einen Punkt weniger als Weltmeister England, der dann auch die Endrunde erreichte und dort Dritter wurde.

### EM 1972
In der Qualifikation für die EM-Endrunde 1972 musste Schottland, das nun von Bobby Brown trainiert wurde, dann gegen Belgien, Portugal und Dänemark antreten. Die Schotten konnten nur ihre Heimspiele gewinnen, verloren aber alle Auswärtsspiele und wurden dann am Ende nur Dritter. Brown legte danach das Amt des Nationaltrainers ab und zog sich aus dem Fußballgeschäft zurück. Sein Nachfolger wurde Willie Ormond, dem es gelang, Schottland zwei Jahre später zur WM zu führen. Gruppensieger Belgien schaltete im Halbfinale Vizeweltmeister Italien aus und durfte die EM-Endrunde ausrichten, wurde dort aber nur Dritter.

### EM 1976
1976 wurde die Endrunde letztmals mit vier Mannschaften ausgetragen. Schottland, das bei der WM 1974 ungeschlagen in der Gruppenphase ausgeschieden war, belegte in der Qualifikationsgruppe 4 hinter Spanien und den punktgleichen Rumänen vor Dänemark wieder nur Platz 3. Ormond blieb danach zunächst im Amt, wurde aber in der laufenden Qualifikation für die WM 1978 von Ally MacLeod abgelöst, der aber nach dem Aus in der WM-Vorrunde bei der folgenden EM-Qualifikation nicht mehr im Amt war. Gruppensieger Spanien scheiterte dann im Viertelfinale an Titelverteidiger und Weltmeister Deutschland, der bei der Endrunde erneut das Finale erreichte, aber im Elfmeterschießen gegen die Tschechoslowakei verlor.

## Endrunden mit acht Teilnehmern

### EM 1980
Für die Europameisterschaft in Italien, die erstmals mit acht Mannschaften ausgetragen wurde, mussten die Schotten, die nun von Jock Stein trainiert wurden, in der Qualifikation gegen Belgien, Österreich, Portugal und Norwegen antreten. Schottland belegte mit fünf Punkten Rückstand auf Gruppensieger Belgien nur den vierten Platz. Die Belgier wurden dann bei der Endrunde Vize-Europameister. Jock Stein blieb im Amt und führte die Schotten zur WM 1982.

### EM 1984
In der Qualifikation für die Europameisterschaft in Frankreich war wieder Belgien der Hauptgegner sowie die Schweiz und die DDR. Schottland konnte nur das Heimspiel gegen die DDR gewinnen und wurde Gruppenletzter. Gruppensieger wurden erneut die Belgier, die aber in Frankreich bereits in der Gruppenphase scheiterten. Jock Stein blieb weiter im Amt, verstarb aber beim letzten Spiel der Qualifikation zur WM 1986, bei dem sich Schottland für die WM qualifizierte, durch einen Herzinfarkt auf der Trainerbank.

### EM 1988
Auch in der Qualifikation für die Europameisterschaft in Deutschland trafen die seit 1986 von Andy Roxburgh trainierten Schotten wieder auf Belgien sowie auf Irland, Bulgarien und Luxemburg. In einer sehr ausgeglichenen Gruppe, in der nur Luxemburg kein Spiel gewann, starteten die Schotten mit zwei torlosen Remis gegen Bulgarien und Irland. Sie gewannen dann zwar gegen Luxemburg, aber nach einer Heimniederlage gegen Irland und einer Niederlage in Belgien waren sie aus dem Rennen. Am Ende konnten sie dann aber noch mit einem Heimsieg gegen Belgien und einem Sieg in Bulgarien dazu beitragen, dass Irland zum ersten Mal die EM-Endrunde erreichte, da die Iren dadurch mit einem Punkt vor Bulgarien Gruppensieger wurden. Bei der Endrunde scheiterte Irland trotz eines Sieges gegen England aber in der Gruppenphase am späteren Europameister Niederlande. Roxburgh blieb im Amt und führte Schottland zur WM 1990.

### EM 1992
Die Qualifikation für die EM 1992 brachte dann endlich den ersehnten Erfolg. Gegen Bulgarien, die Schweiz, Rumänien und San Marino, das erstmals teilnahm, setzten sich die Schotten als Gruppensieger durch. Dabei verloren sie in dieser ausgeglichenen Gruppe nur in Rumänien. Bei der Endrunde trafen sie in ihrem ersten EM-Endrundenspiel auf Titelverteidiger Niederlande und verloren mit 0:1. Auch das zweite Spiel gegen Weltmeister Deutschland wurde verloren, diesmal mit 0:2. Damit hatten sie schon keine Chance mehr, das Halbfinale zu erreichen. Im letzten Spiel gegen die GUS gelang dann aber noch ein 3:0-Sieg, wodurch Deutschland, das im Parallelspiel gegen die Niederlande verloren hatte, ins Halbfinale einziehen konnte. Roxburgh blieb zunächst im Amt, nach dem Scheitern in der Qualifikation für die WM 1994 folgte ihm aber Craig Brown.

## Endrunden mit 16 Teilnehmern

### EM 1996

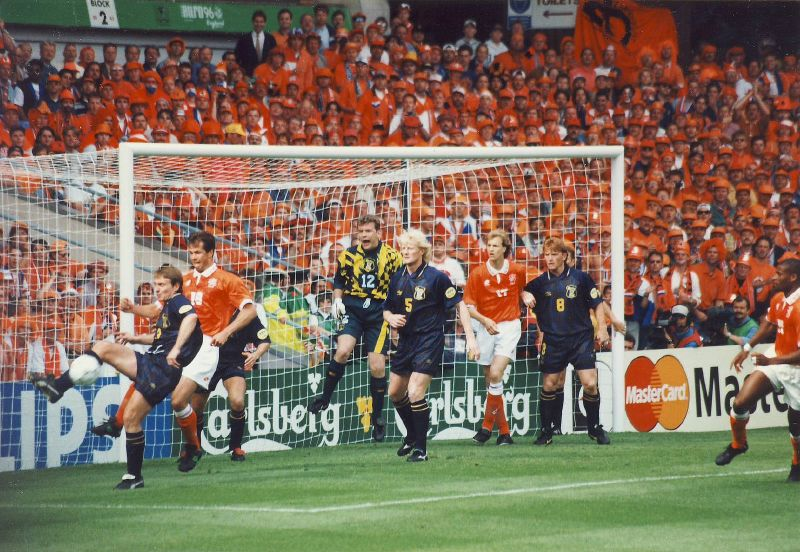
Szene aus dem Spiel gegen die Niederlande

Für die EM 1996, die erstmals mit 16 Mannschaften ausgetragen wurde, mussten sich die Schotten in einer Gruppe mit Russland, Griechenland, Finnland, den Färöer und San Marino qualifizieren. Schottland verlor nur in Griechenland, erreichte aber gegen Russland zwei Remis und wurde hinter den Russen Gruppenzweiter. Als viertbester Gruppenzweiter waren sie damit aber direkt für die Endrunde qualifiziert.
Bei der Endrunde wurden die Schotten in eine Gruppe mit Gastgeber England, Ex-Europameister Niederlande und EM-Neuling Schweiz gelost. Wieder trafen sie im ersten Gruppenspiel auf die Niederlande, erkämpften diesmal aber ein torloses Remis. Im zweiten Spiel verloren sie dann aber das Prestigeduell gegen England mit 0:2. Und wieder gewannen sie das letzte Spiel, diesmal gegen die Schweiz mit 1:0. Damit waren sie punkt- und tordifferenzgleich mit den Niederländern, da sie aber weniger Tore geschossen hatten, schieden sie als Gruppendritter aus und verabschiedeten sich für mindestens 20 Jahre von der EM-Bühne.

### EM 2000
Für die EM 2000 musste sich Schottland gegen Vize-Europameister Tschechien, Bosnien und Herzegowina, Litauen, Estland und die Färöer qualifizieren. Schottland belegte mit 12 Punkten Rückstand hinter den Tschechen den zweiten Platz und musste in die Playoffs der Gruppenzweiten. Hier wurde ihnen England zugelost und nach einem 0:2 im Heimspiel reichte das 1:0 in London nicht, um die Endrunde zu erreichen. Craig Brown blieb zunächst weiter Nationaltrainer, nachdem aber auch die Qualifikation für die WM 2002 misslang, wurde er entlassen.

### EM 2004
In der Qualifikation für die EM 2004 traf Schottland, das seit dem 1. März 2002 vom Deutschen Berti Vogts und damit erstmals von einem Ausländer trainiert wurde, auf Vize-Weltmeister Deutschland, Island, Litauen und wieder die Färöer. Schottland begann mit einem 2:2 auf den Färöer, konnte dann beide Spiele gegen Island gewinnen, verlor aber das nächste Spiel in Litauen. Im Heimspiel gegen Deutschland reichte es dann nur zu einem 1:1 und in Deutschland wurde letztlich das entscheidende Spiel um den Gruppensieg mit 1:2 verloren. Als Gruppenzweiter mussten sie dann in die Play-offs gegen die Niederlande. Nach einem 1:0 im Heimspiel verloren sie das Rückspiel aber mit 0:6. Vogts blieb zunächst im Amt, nach schlechtem Start in die Qualifikation für die WM 2006 trat er aber am 1. November 2004 zurück.

### EM 2008
Für die Europameisterschaft 2008 hatte sich auch Schottland zusammen mit Irland als Ausrichter beworben, verlor aber gegen die Gemeinschaftsbewerbung von Österreich und der Schweiz. Schottland, das nun wieder von einem Schotten – Walter Smith – trainiert wurde, musste sich daher sportlich qualifizieren, was erneut nicht gelang. Smith gab auch noch während der laufenden Qualifikation seinen Posten als Nationaltrainer auf und wurde Trainer der Glasgow Rangers. Sein Nachfolger wurde Anfang 2007 Alex McLeish. In einer Qualifikationsgruppe mit den Finalisten der Fußball-Weltmeisterschaft 2006 Frankreich und Italien belegten sie hinter diesen nur den dritten Platz vor der Ukraine, Litauen, Georgien und den Färöer. Sie konnten dabei zwar beide Spiele gegen Frankreich gewinnen, verloren aber beide Spiele gegen Weltmeister Italien. Entscheidend war dabei das letzte Heimspiel gegen Italien, denn durch einen Sieg wären die Schotten für die EM qualifiziert gewesen. McLeish wechselte nach der verpassten Qualifikation zum englischen Premier-League-Club Birmingham City, sein Nachfolger wurde George Burley, dem es aber nicht gelang, Schottland zur WM 2010 zu führen, was zu seiner Entlassung führte.

### EM 2012
Für die EM 2012 mussten die nun von Craig Levein trainierten Schotten in der Qualifikation gegen Titelverteidiger und Weltmeister Spanien, Tschechien, mal wieder Litauen und Liechtenstein antreten. Spanien setzte sich souverän ohne Punktverlust als Gruppensieger durch. Schotten und Tschechen kämpften um Platz 2, die beiden anderen dienten als Stolpersteine, hatten aber mit dem Ausgang ansonsten nichts zu tun. Aber mit einem 0:0 in Litauen vergaben die Schotten zwei Punkte, die ihnen am Ende zum zweiten Platz fehlten, da sie nach der Niederlage in Tschechien im Heimspiel gegen diese auch nur ein 2:2 erreichten. Tschechien qualifizierte sich dann als Gruppenzweiter über die Playoffs gegen Montenegro für die Endrunde, bei der Spanien als erste Mannschaft den Titel verteidigen konnte. Levein blieb zunächst im Amt, wurde aber bereits im November nach schlechtem Start in die Qualifikation für die WM 2014 entlassen. Seinem Nachfolger Gordon Strachan gelang es dann zwar auch nicht, das Ruder rumzureißen, er erhielt aber für die EM 2016 eine neue Chance.

## Endrunden mit 24 Teilnehmern

### EM 2016
An der EM nahmen erstmals 24 Mannschaften teil. Für die Auslosung der Qualifikationsgruppen, die am 23. Februar 2014 erfolgte, waren die Schotten nur in Topf 4 gesetzt. Schottland wurde in Gruppe D mit Weltmeister Deutschland gelost und erhielt als weitere Gruppengegner Polen, Irland, Georgien sowie das erstmals teilnehmende Gibraltar zugelost.
Die beiden Gruppenersten qualifizierten sich direkt für die EM-Endrunde. Wäre die drittplatzierte Mannschaft bester Gruppendritter geworden, wäre sie ebenfalls direkt qualifiziert. Die übrigen Gruppendritten spielten in Playoffs vier weitere Teilnehmer aus.
Schottland startete mit einem 1:2 in Deutschland, kam dann nur zu einem knappen 1:0 gegen Georgien und einem 2:2 in Polen. Nach einem 1:0 gegen Irland und einem 6:1 gegen Gibraltar sowie einem 1:1 in Irland belegte Schottland vor den abschließenden Spielen im Herbst 2015 den dritten Platz. Nach zwei Niederlagen im September fiel Schottland auf Platz 4 zurück und konnte sich nur noch bei Erreichen des dritten Platzes in den beiden letzten Spielen über die Playoffs der Gruppendritten qualifizieren. Durch ein Remis gegen Polen, das den Polen erst in der Nachspielzeit gelang, wurde aber – da gleichzeitig Irland gegen Deutschland erstmals ein Pflichtspiel gewann – die Qualifikation verpasst. Das 6:0 im letzten Spiel gegen Gibraltar hatte dann keinen Effekt mehr.

### EM 2021
Irland, Schottland und Wales hatten 2012 eine gemeinsame Bewerbung für die EM 2021, die zunächst für 2020 geplant war, in Betracht gezogen. Nach der Entscheidung der UEFA, die EM in mehreren europäischen Städten auszurichten, hatte sich Schottland mit dem Hampden Park in Glasgow für drei Gruppenspiele und ein Achtel- oder Viertelfinalspiel beworben und erhielt die Zusage für drei Gruppenspiele und ein Achtelfinale. Wie die anderen Länder, in denen Spiele stattfinden werden, musste sich aber auch Schottland qualifizieren. Dabei trafen die Schotten in einer der fünf Sechsergruppen auf Belgien, Russland, Zypern, Kasachstan und San Marino. Die Schotten, die seit März 2018 von Alex McLeish trainiert wurden, verloren das erste Spiel im März 2019 in Kasachstan mit 0:3. Drei Tage später gewannen sie in San Marino zwar mit 2:0, McLeish wurde aber Mitte April entlassen. Unter seinem Nachfolger Steve Clarke verloren die Schotten aber beide Spiele gegen Belgien sowie Russland und konnten nur gegen die anderen Gruppengegner gewinnen. So hatten sie schon vor den drei letzten Spielen keine Chance mehr sich direkt für die EM-Endrunde zu qualifizieren. Durch Siege in diesen Spielen konnten sie sich aber noch auf den dritten Platz verbessern und da sie in der UEFA Nations League 2018/19 ihre Gruppe als Sieger abgeschlossen hatten, hatten sie die Möglichkeit, sich noch über die Playoffs qualifizieren. Dazu hatten sie im Oktober 2020 zunächst Heimrecht gegen Israel und konnten das Spiel nach torlosen 120 Minuten im Elfmeterschießen gewinnen. Auch das Play-off-Finale auswärts gegen Serbien konnten sie nur durch Elfmeterschießen gewinnen. Bei der Endrunde trafen sie auf England, Kroatien und Tschechien und hatten gegen die beiden Kontinentaleuropäer Heimrecht. Dies konnten sie aber nicht nutzen und verloren beide Spiele. Immerhin konnten sie bei der Battle of Britain ein torloses Remis erreichen.

### EM 2024
In der Qualifikation trafen die Schotten auf Georgien, Norwegen, Spanien und Zypern. Sie starteten mit fünf Siegen, verloren dann aber im sechsten Spiel mit 0:2 in Spanien. Da die Spanier drei Tage später auch in Norwegen gewannen, wodurch beide fünf Siege und eine Niederlage auf ihrem Konto hatten, die Norweger aber bei einem noch offenen Spiel schon fünf Punkte weniger, waren Schotten und Spanier für die EM-Endrunde qualifiziert. Als Gruppenzweiter wurden die Schotten bei der Auslosung der EM-Vorrundengruppen am 2. Dezember in die Gruppe mit Gastgeber Deutschland gelost, gegen den sie das Eröffnungsspiel bestritten und mit 1:5 ihre höchste EM-Niederlage kassierten. Weitere Gruppengegner waren die Schweiz (1:1) und Ungarn (0:1), gegen das die Schotten zuvor nur Freundschaftsspiele bestritten. Während der Endrunde hatte die Mannschaft ihr Quartier in Garmisch-Partenkirchen. Wie zuvor schieden die Schotten wieder nach der Gruppenphase aus.

## Spieler mit den meisten Einsätzen bei Europameisterschaften
| Spiele | Spieler            | Jahr (Spiele)      |
| ------ | ------------------ | ------------------ |
| 6      | Andy Goram         | 1992 (3), 1996 (3) |
|        | Gary McAllister    | 1992 (3), 1996 (3) |
|        | Stuart McCall      | 1992 (3), 1996 (3) |
|        | Ché Adams          | 2021 (3), 2024 (3) |
|        | Grant Hanley       | 2021 (3), 2024 (3) |
|        | John McGinn        | 2021 (3), 2024 (3) |
|        | Callum McGregor    | 2021 (3), 2024 (3) |
|        | Scott McTominay    | 2021 (3), 2024 (3) |
|        | Andrew Robertson   | 2021 (3), 2024 (3) |
|        | Lawrence Shankland | 2021 (3), 2024 (3) |
| 5      | Gordon Durie       | 1992 (2), 1996 (3) |
|        | Ally McCoist       | 1992 (3), 1996 (2) |
| 4      | Tommy Boyd         | 1992 (1), 1996 (3) |
|        | Kevin Gallacher    | 1992 (3), 1996 (1) |
|        | Stuart Armstrong   | 2021 (3), 2024 (1) |
|        | Ryan Christie      | 2021 (1), 2024 (3) |
|        | Billy Gilmour      | 2021 (1), 2024 (3) |
|        | Jack Hendry        | 2021 (1), 2024 (3) |
|        | Scott McKenna      | 2021 (1), 2024 (3) |
|        | Kieran Tierney     | 2021 (2), 2024 (2) |

## Spieler mit den meisten Toren bei Europameisterschaften
| Tore | Spieler         | Jahr (Tore) |
| ---- | --------------- | ----------- |
| 1    | Gary McAllister | 1992 (1)    |
|      | Brian McClair   | 1992 (1)    |
|      | Ally McCoist    | 1996 (1)    |
|      | Paul McStay     | 1996 (1)    |
|      | Callum McGregor | 2021 (1)    |
|      | Antonio Rüdiger | 2024 (1)    |

Stand: 23. Juni 2024

## Bei Europameisterschaften gesperrte Spieler
- 1992 erhielt Stuart McCall im dritten Gruppenspiel die zweite Gelbe Karte, da die Schotten ausschieden hatte diese keinen Effekt.
- 1996 erhielt John Collins ebenfalls im dritten Gruppenspiel die zweite Gelbe Karte, da die Schotten wieder ausschieden hatte auch diese keinen Effekt.
- 2024 erhielt Ryan Porteous im Eröffnungsspiel die Rote Karte und ist mindestens für das zweite Gruppenspiel gesperrt. Scott McTominay erhielt in den Gruppenspielen zwei Gelbe Karten und wäre für das Achtelfinale gesperrt gewesen, da die Schotten aber ausschieden, verfiel die Sperre.

## Anteil der im Ausland spielenden Spieler im EM-Kader
Traditionsgemäß spielen viele Schotten in der englischen Premier League und daher standen auch in den drei EM-Kadern mehrere in England spielende Schotten, aber erst 2021 einer aus einer kontinentalen Liga.
| Jahr (Spiele) | Anzahl (Länder)                                                                  | Spieler (Einsätze) |
| ------------- | -------------------------------------------------------------------------------- | --- |
| 1992 (3)      | 5 (in England)                                                                   | Gordon Durie (2), Kevin Gallacher (3), Gary McAllister (3), Brian McClair (3), Pat Nevin (1) |
| 1996 (3)      | 9 (in England)                                                                   | Craig Burley (3), Colin Calderwood (3), Kevin Gallacher (1), Scot Gemmill (0), Colin Hendry (3), Gary McAllister (3), Billy McKinlay (1), John Spencer (3), Derek Whyte (0) |
| 2021 (3)      | 15 (1 in Belgien, 14 in England 1)                                               | Jack Hendry (1); Ché Adams (3), Stuart Armstrong (3), Liam Cooper (1), Lyndon Dykes (3), John Fleck(0), Ryan Fraser (2), Billy Gilmour (1), Grant Hanley (3), David Marshall (3), John McGinn (3), Scott McKenna (1), Scott McTominay (3), Andrew Robertson (3), Kieran Tierney (2)                                                          |
| 2024 (3)      | 18 (1 in Dänemark, 14 in England 2, 1 in Saudi-Arabien, 1 in Spanien, 1 den USA) | Scott McKenna (3); Ché Adams (3), Stuart Armstrong (1), Ryan Christie (3), Tommy Conway (0), Liam Cooper (0), Billy Gilmour (3), Angus Gunn (3), Grant Hanley (3), Ross McCrorie (0), John McGinn (3), Kenny McLean (3), Scott McTominay (3), Ryan Porteous (1), Andrew Robertson (3); Jack Hendry (3); Kieran Tierney (2); Lewis Morgan (1) |

Stand: 23. Juni 2024

## Spiele
Schottland bestritt bisher zwölf EM-Spiele, davon wurden zwei gewonnen – die letzten Gruppenspiele bei den ersten beiden Teilnahmen, was dann aber nicht mehr zum Weiterkommen reichte. Drei Spiele endeten remis und sieben wurden verloren.
Die Schotten spielten 2024 erstmals im Eröffnungsspiel der EM gegen den Gastgeber, spielten aber zuvor schon zweimal gegen den Gastgeber – jeweils England. Sie spielten einmal (1992 in der Vorrunde) gegen den Titelverteidiger aber nie gegen den späteren Europameister. Bei der EM 2021 waren sie einer von 11 Gastgebern und hatten zwei Heimspiele.
Deutschland, England, die Niederlande und die Schweiz sind mit zwei Spielen die häufigsten Gegner. 
Nur gegen ein Land gab es den höchsten Sieg bei einem EM-Turnier:
- GUS: Vorrunde 1992 3:0 (einziges Spiel gegen die GUS)

Gegen drei Länder kassierte Schottland die höchste Niederlage bei einem EM-Turnier:
- Deutschland: Vorrunde 2024 – 1:5
- Kroatien: Vorrunde 2021 – 1:3 (bisher einzige Niederlage gegen Kroatien)
- Tschechien: Vorrunde 2021 – 0:2 (zudem ein 1:3 in einem Freundschaftsspiel)

| Alle EM-Spiele |               |           |             |   |                                 |                 |                                               |
| Nr.            | Datum         | Ergebnis  | Gegner      |   | Austragungsort                  | Anlass          | Bemerkungen                                   |
| 1              | 12. Juni 1992 | 0:1 (0:0) | Niederlande | * | Ullevi-Stadion, Göteborg (SWE)  | Gruppenspiel    |                                               |
| 2              | 15. Juni 1992 | 0:2 (0:1) | Deutschland | * | Idrottspark, Norrköping (SWE)   | Gruppenspiel    |                                               |
| 3              | 18. Juni 1992 | 3:0 (2:0) | GUS         | * | Idrottspark, Norrköping (SWE)   | Gruppenspiel    | Erstes und einziges Länderspiel gegen die GUS |
| 4              | 10. Juni 1996 | 0:0       | Niederlande | * | Villa Park, Birmingham (ENG)    | Gruppenspiel    |                                               |
| 5              | 15. Juni 1996 | 0:2 (0:0) | England     | A | Wembley-Stadion, London (ENG)   | Gruppenspiel    |                                               |
| 6              | 18. Juni 1996 | 1:0 (1:0) | Schweiz     | * | Villa Park, Birmingham (ENG)    | Gruppenspiel    |                                               |
| 7              | 14. Juni 2021 | 0:2       | Tschechien  | H | Hampden Park, Glasgow           | Gruppenspiel    |                                               |
| 8              | 18. Juni 2021 | 0:0       | England     | A | Wembley-Stadion, London (ENG)   | Gruppenspiel    |                                               |
| 9              | 22. Juni 2021 | 1:3       | Kroatien    | H | Hampden Park, Glasgow           | Gruppenspiel    |                                               |
| 10             | 14. Juni 2024 | 1:5       | Deutschland | A | Allianz Arena, München (DEU)    | Eröffnungsspiel |                                               |
| 11             | 19. Juni 2024 | 1:1       | Schweiz     | * | Rheinenergiestadion, Köln (DEU) | Gruppenspiel    |                                               |
| 12             | 23. Juni 2024 | 0:1       | Ungarn      | * | MHPArena, Stuttgart (DEU)       | Gruppenspiel    |                                               |